# Eleições legislativas portuguesas de 2015 na Madeira
| Eleições legislativas portuguesas de 2015 Distritos: Aveiro \| Beja \| Braga \| Bragança \| Castelo Branco \| Coimbra \| Évora \| Faro \| Guarda \| Leiria \| Lisboa \| Portalegre \| Porto \| Santarém \| Setúbal \| Viana do Castelo \| Vila Real \| Viseu \| Açores \| Madeira \| Estrangeiro |

## Resultados por concelho
Os resultados nos concelhos da Região Autónoma da Madeira foram os seguintes:

### Calheta
| Partido                 | Partido                        | Votos  | %               | +/-  |
| ----------------------- | ------------------------------ | ------ | --------------- | ---- |
|                         | Partido Social Democrata       | 3 352  | 57,63 / 100,00  | 7,34 |
|                         | CDS – Partido Popular          | 636    | 10,94 / 100,00  | 5,69 |
|                         | Partido Socialista             | 539    | 9,27 / 100,00   | 3,69 |
|                         | Bloco de Esquerda              | 359    | 6,17 / 100,00   | 4,59 |
|                         | Juntos pelo Povo               | 172    | 2,96 / 100,00   | Novo |
|                         | Coligação Democrática Unitária | 90     | 1,55 / 100,00   | 0,60 |
|                         | Partido Trabalhista Português  | 74     | 1,27 / 100,00   | 0,18 |
|                         | Partido da Terra               | 66     | 1,13 / 100,00   | 0,41 |
|                         | Outros                         | 272    | 4,65 / 100,00   |      |
| Votos Inválidos         | Votos Inválidos                | 258    | 4,43 / 100,00   | 1,14 |
| Total                   | Total                          | 5 816  | 100,00 / 100,00 |      |
| Eleitorado/Participação | Eleitorado/Participação        | 12 270 | 47,40 / 100,00  | 3,32 |

| Freguesia           | %     | %     | %     | %     | %    | %    | %    | %    | Votantes |
| Freguesia           | PSD   | CDS   | PS    | BE    | JPP  | CDU  | PTP  | MPT  | Votantes |
| ------------------- | ----- | ----- | ----- | ----- | ---- | ---- | ---- | ---- | -------- |
| Arco da Calheta     | 59,20 | 10,93 | 8,86  | 5,46  | 2,55 | 1,21 | 1,21 | 1,70 | 1 647    |
| Calheta             | 54,85 | 6,01  | 11,53 | 8,28  | 3,93 | 2,02 | 1,47 | 1,53 | 1 630    |
| Estreito da Calheta | 66,01 | 7,71  | 7,97  | 5,23  | 2,75 | 1,31 | 1,05 | 0,39 | 765      |
| Fajã da Ovelha      | 53,80 | 19,20 | 7,38  | 4,43  | 3,38 | 1,90 | 1,48 | 0,42 | 474      |
| Jardim do Mar       | 39,01 | 0     | 22,70 | 13,48 | 6,38 | 2,13 | 0    | 1,42 | 141      |
| Paul do Mar         | 62,45 | 10,47 | 5,42  | 3,61  | 4,33 | 2,17 | 0,72 | 0,72 | 277      |
| Ponta do Pargo      | 45,74 | 28,91 | 6,93  | 4,95  | 1,58 | 0,99 | 1,98 | 0,20 | 505      |
| Prazeres            | 70,03 | 8,75  | 7,16  | 5,04  | 1,59 | 1,06 | 0,80 | 0,80 | 377      |
| Calheta             | 57,63 | 10,94 | 9,27  | 6,17  | 2,96 | 1,55 | 1,27 | 1,13 | 5 816    |

### Câmara de Lobos
| Partido                 | Partido                         | Votos  | %               | +/-  |
| ----------------------- | ------------------------------- | ------ | --------------- | ---- |
|                         | Partido Social Democrata        | 7 007  | 47,40 / 100,00  | 7,79 |
|                         | Partido Socialista              | 2 105  | 14,24 / 100,00  | 3,82 |
|                         | Bloco de Esquerda               | 1 164  | 7,87 / 100,00   | 4,67 |
|                         | CDS – Partido Popular           | 1 043  | 7,06 / 100,00   | 4,74 |
|                         | Coligação Democrática Unitária  | 539    | 3,65 / 100,00   | 0,01 |
|                         | Juntos pelo Povo                | 516    | 3,49 / 100,00   | Novo |
|                         | Partido da Terra                | 364    | 2,46 / 100,00   | 1,49 |
|                         | Partido Democrático Republicano | 299    | 2,02 / 100,00   | Novo |
|                         | Pessoas–Animais–Natureza        | 297    | 2,01 / 100,00   | 0,69 |
|                         | Partido Trabalhista Português   | 263    | 1,78 / 100,00   | 0,21 |
|                         | PCTP/MRPP                       | 205    | 1,39 / 100,00   | 0,17 |
|                         | Outros                          | 475    | 3,21 / 100,00   |      |
| Votos Inválidos         | Votos Inválidos                 | 505    | 3,42 / 100,00   | 0,12 |
| Total                   | Total                           | 14 782 | 100,00 / 100,00 |      |
| Eleitorado/Participação | Eleitorado/Participação         | 32 091 | 46,06 / 100,00  | 5,76 |

| Freguesia                   | %     | %     | %    | %    | %    | %    | %    | %    | %    | %    | %    | Votantes |
| Freguesia                   | PSD   | PS    | BE   | CDS  | CDU  | JPP  | MPT  | PDR  | PAN  | PTP  | PCTP | Votantes |
| --------------------------- | ----- | ----- | ---- | ---- | ---- | ---- | ---- | ---- | ---- | ---- | ---- | -------- |
| Câmara de Lobos             | 43,98 | 16,65 | 9,33 | 7,33 | 4,02 | 4,23 | 1,64 | 2,38 | 2,20 | 1,48 | 1,19 | 6 642    |
| Curral das Freiras          | 59,12 | 6,46  | 3,85 | 5,55 | 7,36 | 2,38 | 2,94 | 1,36 | 1,36 | 1,59 | 0,91 | 883      |
| Estreito de Câmara de Lobos | 52,28 | 11,34 | 7,48 | 6,97 | 2,61 | 2,85 | 2,87 | 1,70 | 1,89 | 1,57 | 1,47 | 4 709    |
| Jardim da Serra             | 39,88 | 18,92 | 6,44 | 7,75 | 4,40 | 2,37 | 3,02 | 1,25 | 2,37 | 3,55 | 2,56 | 1 522    |
| Quinta Grande               | 48,25 | 11,70 | 5,85 | 7,89 | 1,66 | 4,29 | 4,68 | 2,92 | 2,44 | 2,24 | 0,97 | 1 026    |
| Câmara de Lobos             | 47,40 | 14,24 | 7,87 | 7,06 | 3,65 | 3,49 | 2,46 | 2,02 | 2,01 | 1,78 | 1,39 | 14 782   |

### Funchal
| Partido                 | Partido                         | Votos   | %               | +/-   |
| ----------------------- | ------------------------------- | ------- | --------------- | ----- |
|                         | Partido Social Democrata        | 17 522  | 32,95 / 100,00  | 11,19 |
|                         | Partido Socialista              | 12 599  | 23,69 / 100,00  | 8,29  |
|                         | Bloco de Esquerda               | 6 798   | 12,78 / 100,00  | 7,99  |
|                         | CDS – Partido Popular           | 3 011   | 5,66 / 100,00   | 9,76  |
|                         | Juntos pelo Povo                | 2 616   | 4,92 / 100,00   | Novo  |
|                         | Coligação Democrática Unitária  | 2 588   | 4,87 / 100,00   | 0,41  |
|                         | Partido Democrático Republicano | 1 167   | 2,19 / 100,00   | Novo  |
|                         | Pessoas–Animais–Natureza        | 1 131   | 2,13 / 100,00   | 0,09  |
|                         | PCTP/MRPP                       | 716     | 1,35 / 100,00   | 0,27  |
|                         | Partido da Terra                | 657     | 1,24 / 100,00   | 0,32  |
|                         | Partido Trabalhista Português   | 643     | 1,21 / 100,00   | 0,83  |
|                         | Nós, Cidadãos!                  | 623     | 1,17 / 100,00   | Novo  |
|                         | LIVRE/Tempo de Avançar          | 602     | 1,13 / 100,00   | Novo  |
|                         | Outros                          | 569     | 1,07 / 100,00   |       |
| Votos Inválidos         | Votos Inválidos                 | 1 937   | 3,64 / 100,00   | 0,45  |
| Total                   | Total                           | 53 179  | 100,00 / 100,00 |       |
| Eleitorado/Participação | Eleitorado/Participação         | 106 059 | 50,14 / 100,00  | 5,58  |

| Freguesia                  | %     | %     | %     | %    | %    | %    | %    | %    | %    | %    | %    | %    | %    | Votantes |
| Freguesia                  | PSD   | PS    | BE    | CDS  | JPP  | CDU  | PDR  | PAN  | PCTP | MPT  | PTP  | NC   | L    | Votantes |
| -------------------------- | ----- | ----- | ----- | ---- | ---- | ---- | ---- | ---- | ---- | ---- | ---- | ---- | ---- | -------- |
| Imaculado Coração de Maria | 32,04 | 26,26 | 13,66 | 5,08 | 3,96 | 5,67 | 1,72 | 1,98 | 1,32 | 0,89 | 0,99 | 0,79 | 0,96 | 3 031    |
| Monte                      | 33,02 | 22,88 | 11,94 | 4,97 | 6,03 | 5,47 | 1,46 | 2,82 | 1,69 | 1,49 | 1,23 | 1,16 | 1,16 | 3 016    |
| Santa Luzia                | 33,60 | 24,10 | 11,76 | 7,48 | 5,67 | 4,56 | 1,74 | 2,19 | 1,29 | 0,73 | 0,77 | 0,83 | 0,73 | 2 875    |
| Santa Maria Maior          | 31,60 | 27,06 | 12,91 | 5,91 | 4,89 | 4,14 | 1,53 | 1,86 | 1,32 | 0,67 | 1,35 | 1,11 | 1,03 | 6 599    |
| Santo António              | 32,51 | 20,73 | 12,90 | 5,49 | 4,33 | 5,93 | 3,00 | 2,31 | 1,51 | 1,86 | 1,45 | 1,62 | 1,15 | 12 776   |
| São Gonçalo                | 32,24 | 25,81 | 12,76 | 4,91 | 5,47 | 3,73 | 1,85 | 2,06 | 1,42 | 1,39 | 1,56 | 0,89 | 1,03 | 2 813    |
| São Martinho               | 33,68 | 23,83 | 12,93 | 6,02 | 5,20 | 3,95 | 2,16 | 2,23 | 1,15 | 0,89 | 1,04 | 1,07 | 1,28 | 12 648   |
| São Pedro                  | 31,49 | 25,92 | 13,78 | 5,60 | 5,14 | 5,26 | 2,30 | 1,45 | 1,11 | 0,82 | 1,02 | 1,14 | 1,19 | 3 519    |
| São Roque                  | 33,40 | 22,61 | 12,57 | 4,33 | 4,94 | 5,66 | 2,43 | 2,10 | 1,63 | 2,06 | 1,19 | 1,13 | 1,11 | 4 614    |
| Sé                         | 41,54 | 22,59 | 9,78  | 8,15 | 4,19 | 3,03 | 1,48 | 1,32 | 0,62 | 0,54 | 1,09 | 0,62 | 1,40 | 1 288    |
| Funchal                    | 32,95 | 23,69 | 12,78 | 5,66 | 4,92 | 4,87 | 2,19 | 2,13 | 1,35 | 1,24 | 1,21 | 1,17 | 1,13 | 53 179   |

### Machico
| Partido                 | Partido                        | Votos  | %               | +/-   |
| ----------------------- | ------------------------------ | ------ | --------------- | ----- |
|                         | Partido Socialista             | 3 510  | 35,53 / 100,00  | 8,62  |
|                         | Partido Social Democrata       | 3 268  | 33,08 / 100,00  | 14,06 |
|                         | Bloco de Esquerda              | 934    | 9,45 / 100,00   | 5,60  |
|                         | Juntos pelo Povo               | 460    | 4,66 / 100,00   | Novo  |
|                         | CDS – Partido Popular          | 374    | 3,79 / 100,00   | 3,86  |
|                         | Coligação Democrática Unitária | 201    | 2,03 / 100,00   | 0,05  |
|                         | Partido da Terra               | 171    | 1,73 / 100,00   | 0,04  |
|                         | PCTP/MRPP                      | 124    | 1,26 / 100,00   | 0,08  |
|                         | Partido Trabalhista Português  | 121    | 1,22 / 100,00   | 0,74  |
|                         | Pessoas–Animais–Natureza       | 106    | 1,07 / 100,00   | 0,02  |
|                         | Outros                         | 310    | 3,13 / 100,00   |       |
| Votos Inválidos         | Votos Inválidos                | 301    | 3,05 / 100,00   | 0,19  |
| Total                   | Total                          | 9 880  | 100,00 / 100,00 |       |
| Eleitorado/Participação | Eleitorado/Participação        | 20 796 | 47,51 / 100,00  | 3,77  |

| Freguesia              | %     | %     | %     | %     | %    | %    | %    | %    | %    | %    | Votantes |
| Freguesia              | PS    | PSD   | BE    | JPP   | CDS  | CDU  | MPT  | PCTP | PTP  | PAN  | Votantes |
| ---------------------- | ----- | ----- | ----- | ----- | ---- | ---- | ---- | ---- | ---- | ---- | -------- |
| Água de Pena           | 30,19 | 32,13 | 10,81 | 4,87  | 6,23 | 2,63 | 0,68 | 1,07 | 1,17 | 2,04 | 1 027    |
| Caniçal                | 41,45 | 33,71 | 7,32  | 2,28  | 5,46 | 1,74 | 0,90 | 0,96 | 1,20 | 0,48 | 1 667    |
| Machico                | 40,02 | 30,40 | 9,91  | 4,47  | 2,97 | 2,04 | 1,14 | 1,27 | 1,20 | 0,96 | 5 188    |
| Porto da Cruz          | 23,92 | 37,15 | 10,25 | 3,34  | 3,42 | 2,30 | 6,09 | 1,78 | 1,34 | 1,41 | 1 346    |
| Santo António da Serra | 17,02 | 45,86 | 7,52  | 12,42 | 5,06 | 1,23 | 1,23 | 1,07 | 1,38 | 1,23 | 652      |
| Machico                | 35,53 | 33,08 | 9,45  | 4,66  | 3,79 | 2,03 | 1,73 | 1,26 | 1,22 | 1,07 | 9 880    |

### Ponta do Sol
| Partido                 | Partido                         | Votos | %               | +/-  |
| ----------------------- | ------------------------------- | ----- | --------------- | ---- |
|                         | Partido Social Democrata        | 2 223 | 53,30 / 100,00  | 7,14 |
|                         | Partido Socialista              | 609   | 14,60 / 100,00  | 2,90 |
|                         | Bloco de Esquerda               | 339   | 8,13 / 100,00   | 5,10 |
|                         | CDS – Partido Popular           | 299   | 7,17 / 100,00   | 5,12 |
|                         | Juntos pelo Povo                | 145   | 3,48 / 100,00   | Novo |
|                         | Coligação Democrática Unitária  | 65    | 1,56 / 100,00   | 0,24 |
|                         | Partido Trabalhista Português   | 50    | 1,20 / 100,00   | 0,57 |
|                         | PCTP/MRPP                       | 49    | 1,17 / 100,00   | 0,38 |
|                         | Pessoas–Animais–Natureza        | 46    | 1,10 / 100,00   | 0,16 |
|                         | Partido Democrático Republicano | 44    | 1,05 / 100,00   | Novo |
|                         | Outros                          | 145   | 3,48 / 100,00   |      |
| Votos Inválidos         | Votos Inválidos                 | 157   | 3,76 / 100,00   | 1,05 |
| Total                   | Total                           | 4 171 | 100,00 / 100,00 |      |
| Eleitorado/Participação | Eleitorado/Participação         | 9 743 | 42,81 / 100,00  | 6,43 |

| Freguesia       | %     | %     | %     | %    | %    | %    | %    | %    | %    | %    | Votantes |
| Freguesia       | PSD   | PS    | BE    | CDS  | JPP  | CDU  | PTP  | PCTP | PAN  | PDR  | Votantes |
| --------------- | ----- | ----- | ----- | ---- | ---- | ---- | ---- | ---- | ---- | ---- | -------- |
| Canhas          | 58,08 | 12,32 | 6,01  | 9,43 | 2,18 | 1,12 | 0,88 | 1,00 | 0,88 | 1,00 | 1 696    |
| Madalena do Mar | 48,73 | 22,18 | 4,00  | 6,55 | 3,64 | 2,18 | 2,55 | 0    | 1,82 | 1,45 | 275      |
| Ponta do Sol    | 50,18 | 15,41 | 10,27 | 5,50 | 4,45 | 1,82 | 1,27 | 1,45 | 1,18 | 1,05 | 2 200    |
| Ponta do Sol    | 53,30 | 14,60 | 8,13  | 7,17 | 3,48 | 1,56 | 1,20 | 1,17 | 1,10 | 1,05 | 4 171    |

### Porto Moniz
| Partido                 | Partido                       | Votos | %               | +/-     |
| ----------------------- | ----------------------------- | ----- | --------------- | ------- |
|                         | Partido Social Democrata      | 799   | 48,87 / 100,00  | 11,09   |
|                         | Partido Socialista            | 517   | 31,62 / 100,00  | 9,15    |
|                         | Bloco de Esquerda             | 75    | 4,59 / 100,00   | 3,60    |
|                         | CDS – Partido Popular         | 61    | 3,73 / 100,00   | 2,74    |
|                         | Juntos pelo Povo              | 29    | 1,77 / 100,00   | Novo    |
|                         | Partido Trabalhista Português | 23    | 1,41 / 100,00   | Estável |
|                         | Outros                        | 68    | 4,17 / 100,00   |         |
| Votos Inválidos         | Votos Inválidos               | 63    | 3,85 / 100,00   | 0,62    |
| Total                   | Total                         | 1 635 | 100,00 / 100,00 |         |
| Eleitorado/Participação | Eleitorado/Participação       | 3 228 | 50,65 / 100,00  | 3,82    |

| Freguesia         | %     | %     | %    | %    | %    | %    | Votantes |
| Freguesia         | PSD   | PS    | BE   | CDS  | JPP  | PTP  | Votantes |
| ----------------- | ----- | ----- | ---- | ---- | ---- | ---- | -------- |
| Achadas da Cruz   | 57,26 | 37,10 | 0    | 1,61 | 0,81 | 0    | 124      |
| Porto Moniz       | 48,60 | 32,06 | 5,11 | 2,61 | 1,90 | 1,50 | 998      |
| Ribeira da Janela | 59,40 | 21,80 | 6,02 | 6,02 | 0,75 | 0    | 133      |
| Seixal            | 43,16 | 32,11 | 4,21 | 6,58 | 2,11 | 2,11 | 380      |
| Porto Moniz       | 48,87 | 31,62 | 4,59 | 3,73 | 1,77 | 1,41 | 1 635    |

### Porto Santo
| Partido                 | Partido                         | Votos | %               | +/-     |
| ----------------------- | ------------------------------- | ----- | --------------- | ------- |
|                         | Partido Social Democrata        | 982   | 38,57 / 100,00  | 17,03   |
|                         | Partido Socialista              | 812   | 31,89 / 100,00  | 13,27   |
|                         | Bloco de Esquerda               | 227   | 8,92 / 100,00   | 6,52    |
|                         | CDS – Partido Popular           | 94    | 3,69 / 100,00   | 7,03    |
|                         | Coligação Democrática Unitária  | 58    | 2,28 / 100,00   | 0,61    |
|                         | Juntos pelo Povo                | 53    | 2,08 / 100,00   | Novo    |
|                         | PCTP/MRPP                       | 36    | 1,41 / 100,00   | 0,12    |
|                         | Partido Democrático Republicano | 33    | 1,30 / 100,00   | Novo    |
|                         | Pessoas–Animais–Natureza        | 31    | 1,22 / 100,00   | Estável |
|                         | Partido Trabalhista Português   | 31    | 1,22 / 100,00   | 0,21    |
|                         | Partido da Terra                | 29    | 1,14 / 100,00   | 0,10    |
|                         | Outros                          | 41    | 1,60 / 100,00   |         |
| Votos Inválidos         | Votos Inválidos                 | 119   | 4,67 / 100,00   | 0,88    |
| Total                   | Total                           | 2 546 | 100,00 / 100,00 |         |
| Eleitorado/Participação | Eleitorado/Participação         | 5 463 | 46,60 / 100,00  | 5,00    |

| Freguesia   | %     | %     | %    | %    | %    | %    | %    | %    | %    | %    | %    | Votantes |
| Freguesia   | PSD   | PS    | BE   | CDS  | CDU  | JPP  | PCTP | PDR  | PAN  | PTP  | MPT  | Votantes |
| ----------- | ----- | ----- | ---- | ---- | ---- | ---- | ---- | ---- | ---- | ---- | ---- | -------- |
| Porto Santo | 38,57 | 31,89 | 8,92 | 3,69 | 2,28 | 2,08 | 1,41 | 1,30 | 1,22 | 1,22 | 1,14 | 2 546    |
| Porto Santo | 38,57 | 31,89 | 8,92 | 3,69 | 2,28 | 2,08 | 1,41 | 1,30 | 1,22 | 1,22 | 1,14 | 2 546    |

### Ribeira Brava
| Partido                 | Partido                         | Votos  | %               | +/-   |
| ----------------------- | ------------------------------- | ------ | --------------- | ----- |
|                         | Partido Social Democrata        | 3 140  | 48,21 / 100,00  | 11,74 |
|                         | Partido Socialista              | 892    | 13,70 / 100,00  | 4,30  |
|                         | Bloco de Esquerda               | 528    | 8,11 / 100,00   | 5,45  |
|                         | CDS – Partido Popular           | 457    | 7,02 / 100,00   | 4,92  |
|                         | Juntos pelo Povo                | 312    | 4,79 / 100,00   | Novo  |
|                         | Coligação Democrática Unitária  | 170    | 2,61 / 100,00   | 0,61  |
|                         | Partido Trabalhista Português   | 136    | 2,09 / 100,00   | 0,36  |
|                         | Partido Democrático Republicano | 120    | 1,84 / 100,00   | Novo  |
|                         | Partido da Terra                | 101    | 1,55 / 100,00   | 0,21  |
|                         | PCTP/MRPP                       | 95     | 1,46 / 100,00   | 0,06  |
|                         | Pessoas–Animais–Natureza        | 92     | 1,41 / 100,00   | 0,14  |
|                         | Outros                          | 171    | 2,62 / 100,00   |       |
| Votos Inválidos         | Votos Inválidos                 | 299    | 4,59 / 100,00   | 0,67  |
| Total                   | Total                           | 6 513  | 100,00 / 100,00 |       |
| Eleitorado/Participação | Eleitorado/Participação         | 13 977 | 46,60 / 100,00  | 5,65  |

| Freguesia     | %     | %     | %    | %     | %    | %    | %    | %    | %    | %    | %    | Votantes |
| Freguesia     | PSD   | PS    | BE   | CDS   | JPP  | CDU  | PTP  | PDR  | MPT  | PCTP | PAN  | Votantes |
| ------------- | ----- | ----- | ---- | ----- | ---- | ---- | ---- | ---- | ---- | ---- | ---- | -------- |
| Campanário    | 49,80 | 12,19 | 7,48 | 5,94  | 4,98 | 2,40 | 2,36 | 1,77 | 1,95 | 1,50 | 1,50 | 2 207    |
| Ribeira Brava | 46,39 | 14,49 | 8,81 | 7,03  | 5,02 | 2,85 | 2,20 | 2,29 | 1,10 | 1,38 | 1,32 | 3 188    |
| Serra de Água | 48,20 | 13,21 | 7,89 | 13,04 | 3,60 | 1,54 | 1,20 | 0,69 | 1,89 | 1,03 | 1,37 | 583      |
| Tabua         | 52,52 | 15,70 | 6,73 | 4,86  | 3,93 | 3,18 | 1,31 | 0,75 | 2,24 | 2,24 | 1,68 | 535      |
| Ribeira Brava | 48,21 | 13,70 | 8,11 | 7,02  | 4,79 | 2,61 | 2,09 | 1,84 | 1,55 | 1,46 | 1,41 | 6 513    |

### Santa Cruz
| Partido                 | Partido                         | Votos  | %               | +/-   |
| ----------------------- | ------------------------------- | ------ | --------------- | ----- |
|                         | Partido Social Democrata        | 5 855  | 29,51 / 100,00  | 15,61 |
|                         | Juntos pelo Povo                | 4 163  | 20,98 / 100,00  | Novo  |
|                         | Partido Socialista              | 3 494  | 17,61 / 100,00  | 3,09  |
|                         | Bloco de Esquerda               | 2 396  | 12,08 / 100,00  | 7,01  |
|                         | CDS – Partido Popular           | 647    | 3,26 / 100,00   | 11,86 |
|                         | Coligação Democrática Unitária  | 616    | 3,11 / 100,00   | 0,13  |
|                         | Pessoas–Animais–Natureza        | 350    | 1,76 / 100,00   | 0,58  |
|                         | Partido Trabalhista Português   | 311    | 1,57 / 100,00   | 1,27  |
|                         | Partido Democrático Republicano | 275    | 1,39 / 100,00   | Novo  |
|                         | PCTP/MRPP                       | 248    | 1,25 / 100,00   | 0,24  |
|                         | LIVRE/Tempo de Avançar          | 227    | 1,14 / 100,00   | Novo  |
|                         | Outros                          | 527    | 2,65 / 100,00   |       |
| Votos Inválidos         | Votos Inválidos                 | 729    | 3,68 / 100,00   | 0,01  |
| Total                   | Total                           | 19 838 | 100,00 / 100,00 |       |
| Eleitorado/Participação | Eleitorado/Participação         | 37 817 | 52,46 / 100,00  | 6,44  |

| Freguesia              | %     | %     | %     | %     | %    | %    | %    | %    | %    | %    | %    | Votantes |
| Freguesia              | PSD   | JPP   | PS    | BE    | CDS  | CDU  | PAN  | PTP  | PDR  | PCTP | L    | Votantes |
| ---------------------- | ----- | ----- | ----- | ----- | ---- | ---- | ---- | ---- | ---- | ---- | ---- | -------- |
| Camacha                | 33,04 | 18,55 | 14,49 | 12,21 | 4,35 | 2,37 | 1,87 | 1,52 | 1,05 | 1,60 | 1,43 | 3 629    |
| Caniço                 | 28,07 | 18,40 | 18,60 | 13,48 | 3,40 | 3,78 | 2,19 | 1,42 | 1,58 | 1,18 | 1,29 | 10 361   |
| Gaula                  | 29,90 | 36,64 | 13,09 | 7,47  | 2,05 | 2,00 | 0,64 | 1,12 | 1,37 | 0,88 | 0,39 | 2 047    |
| Santa Cruz             | 30,00 | 18,79 | 22,15 | 11,42 | 2,58 | 2,73 | 1,12 | 2,55 | 1,00 | 1,48 | 0,97 | 3 300    |
| Santo António da Serra | 29,14 | 42,71 | 8,38  | 5,19  | 2,00 | 2,59 | 1,00 | 0,40 | 2,40 | 0,20 | 0,20 | 501      |
| Santa Cruz             | 29,51 | 20,98 | 17,61 | 12,08 | 3,26 | 3,11 | 1,76 | 1,57 | 1,39 | 1,25 | 1,14 | 19 838   |

### Santana
| Partido                 | Partido                        | Votos | %               | +/-   |
| ----------------------- | ------------------------------ | ----- | --------------- | ----- |
|                         | Partido Social Democrata       | 1 710 | 42,59 / 100,00  | 15,47 |
|                         | CDS – Partido Popular          | 679   | 16,91 / 100,00  | 3,98  |
|                         | Partido Socialista             | 581   | 14,47 / 100,00  | 4,42  |
|                         | Bloco de Esquerda              | 313   | 7,80 / 100,00   | 5,35  |
|                         | Juntos pelo Povo               | 135   | 3,36 / 100,00   | Novo  |
|                         | Coligação Democrática Unitária | 91    | 2,27 / 100,00   | 0,61  |
|                         | Partido Trabalhista Português  | 61    | 1,52 / 100,00   | 0,87  |
|                         | Partido da Terra               | 51    | 1,27 / 100,00   | 0,27  |
|                         | Pessoas–Animais–Natureza       | 46    | 1,15 / 100,00   | 0,11  |
|                         | Nós, Cidadãos!                 | 43    | 1,07 / 100,00   | Novo  |
|                         | Outros                         | 151   | 3,76 / 100,00   |       |
| Votos Inválidos         | Votos Inválidos                | 154   | 3,83 / 100,00   | 0,01  |
| Total                   | Total                          | 4 015 | 100,00 / 100,00 |       |
| Eleitorado/Participação | Eleitorado/Participação        | 8 169 | 49,15 / 100,00  | 3,88  |

| Freguesia          | %     | %     | %     | %    | %    | %    | %    | %    | %    | %    | Votantes |
| Freguesia          | PSD   | CDS   | PS    | BE   | JPP  | CDU  | PTP  | MPT  | PAN  | NC   | Votantes |
| ------------------ | ----- | ----- | ----- | ---- | ---- | ---- | ---- | ---- | ---- | ---- | -------- |
| Arco de São Jorge  | 45,21 | 11,49 | 18,77 | 7,66 | 1,53 | 1,92 | 1,92 | 0,38 | 1,15 | 0,77 | 261      |
| Faial              | 52,55 | 8,97  | 12,95 | 7,97 | 2,49 | 1,74 | 1,87 | 1,12 | 1,25 | 1,37 | 803      |
| Ilha               | 60,87 | 9,94  | 9,94  | 3,11 | 8,07 | 1,24 | 0,62 | 0    | 0,62 | 0    | 161      |
| Santana            | 34,58 | 20,79 | 15,54 | 9,55 | 3,68 | 2,25 | 1,81 | 1,56 | 1,44 | 1,12 | 1 602    |
| São Jorge          | 38,80 | 25,16 | 12,14 | 6,13 | 3,13 | 3,25 | 0,88 | 1,25 | 0,75 | 0,88 | 799      |
| São Roque do Faial | 53,47 | 6,94  | 16,97 | 5,66 | 3,60 | 2,06 | 1,03 | 1,54 | 0,77 | 1,29 | 389      |
| Santana            | 42,59 | 16,91 | 14,47 | 7,80 | 3,36 | 2,27 | 1,52 | 1,27 | 1,15 | 1,07 | 4 015    |

### São Vicente
| Partido                 | Partido                        | Votos | %               | +/-  |
| ----------------------- | ------------------------------ | ----- | --------------- | ---- |
|                         | Partido Social Democrata       | 1 370 | 50,20 / 100,00  | 5,40 |
|                         | Partido Socialista             | 494   | 18,10 / 100,00  | 1,58 |
|                         | CDS – Partido Popular          | 235   | 8,61 / 100,00   | 4,07 |
|                         | Bloco de Esquerda              | 209   | 7,66 / 100,00   | 5,57 |
|                         | Juntos pelo Povo               | 70    | 2,57 / 100,00   | Novo |
|                         | Pessoas–Animais–Natureza       | 42    | 1,54 / 100,00   | 0,68 |
|                         | Coligação Democrática Unitária | 37    | 1,36 / 100,00   | 0,05 |
|                         | Partido Trabalhista Português  | 35    | 1,28 / 100,00   | 0,96 |
|                         | PCTP/MRPP                      | 28    | 1,03 / 100,00   | 0,20 |
|                         | Outros                         | 116   | 4,25 / 100,00   |      |
| Votos Inválidos         | Votos Inválidos                | 93    | 3,41 / 100,00   | 0,24 |
| Total                   | Total                          | 2 729 | 100,00 / 100,00 |      |
| Eleitorado/Participação | Eleitorado/Participação        | 6 208 | 43,96 / 100,00  | 5,02 |

| Freguesia     | %     | %     | %    | %    | %    | %    | %    | %    | %    | Votantes |
| Freguesia     | PSD   | PS    | CDS  | BE   | JPP  | PAN  | CDU  | PTP  | PCTP | Votantes |
| ------------- | ----- | ----- | ---- | ---- | ---- | ---- | ---- | ---- | ---- | -------- |
| Boa Ventura   | 56,54 | 16,08 | 8,13 | 3,71 | 1,59 | 1,59 | 1,41 | 1,41 | 1,77 | 566      |
| Ponta Delgada | 52,08 | 18,43 | 5,93 | 9,13 | 1,12 | 1,60 | 0,96 | 0,96 | 0,96 | 624      |
| São Vicente   | 47,11 | 18,71 | 9,88 | 8,51 | 3,51 | 1,49 | 1,49 | 1,36 | 0,78 | 1 539    |
| São Vicente   | 50,20 | 18,10 | 8,61 | 7,66 | 2,57 | 1,54 | 1,36 | 1,28 | 1,03 | 2 729    |